# Вирфлах
Вирфлах општина је у округу Нојенкихен у Аустрији, држава Доња Аустрија у источном делу земље, на 50 km јужно од главно града Беча. Вирфлах је смештен између Хое Ванда и Нојнкирхена. Вирфлах је туристички град. На попису становништва 2011. године, општина Вирфлах је имала 1.571 становника.

## Географија
Бухбах се налази у индустријској четврти у Доњој Аустрији. Територија општине покрива површину од 13,32 km² од чега је 57,42% површине шумовито. Највиша тачка је висока 562 м надморске висине и налази се 1,1 km јужно од Вирфлаха. Најближа већа општина је Бечко Ново Место, које се налази на 14 km од Вирфлаха.

## Клима
Подручје Вирфлаха је део хемибореалне климатске зоне. Просечна годишња температу је 8 °C (46 °F) Најтоплији месец је јул, кад је просечна температура 20 °C (68 °F), а најхладнији је јануар са −4 °C (25 °F). Просечна годишња сума падавине је 1074 мм. Највлажнији месец је јул, са просеком од 144 мм падавина, а најсушнији је децембар са 40 мм.

## Насеља
У општини Вирфлах спадају следећа три насеља (према статистичким подацима о броју становника из јануара 2017. године):
- Хетмансдорф (376)
- Волфсохл (206)
- Вирфлах (989)

## Историја
Баварски монаси из манастира Ворнбах (Формбах) основали су Вирфлах. Вирфлах се први пут помиње 1094. године.

## Инкорпорација
Дана 1. јануара 1968. године муниципалитет Хетмансдорф је инкорпориран у Вирфлах.

## Религија
Према подацима пописа из 2001. године 83,7% становништва су били римокатолици, 2,4% евангелисти, 0,3% православне цркве и 0,1% муслимани. 12,1% становништва се изјаснило да нема никакву верску припадност.

## Политика
После локалних избора 2015. године, 19 места у општинској скупштини су подељена на следећи начин :
| Партија                                    | О.места |
| ------------------------------------------ | ------- |
| Аустријска народна партија (АНП)           | 13      |
| Социјалдемократска партија Аустрије (СДПА) | 5       |
| Слободарска партија Аустрије (СПА)         | 1       |

Градоначелници
- 1992-2012 Ханс Шауер (АНП)
- од 2012. Франц Волтрон (АНП)[5]

## Култура и знаменитости
- Црква у Вирфлаху: је црква изграђена почетком 13. века. Црква је била уништена 1683. године током великог турског рата. Капела Пресветог срца Исусовог или капела Себастијана се налази поред цркве, датира још из 15. века, а обновљена је 1885. године. То је данас један од најлепших верских објеката у Доњој Аустрији изграђеним у готичком стилу.
- Јоханова клисура нуди велику забаву за туристе. Поред нормалног пролаза, око Јоханове клисуре постоји још шест различитих пешачких стаза.

## Образовање
У Вирфлаху постоји еколошки оријентисана основна школа „ЕКОЛОГ” и два државна вртића.